# Дёма (Уфа)
Дёма (баш. Дим) — исторический и спальный район в Дёмском районе, в юго-западной части города Уфы. Ранее — рабочий посёлок при железнодорожной станции Дёма. Назван по реке Дёме.

## История
В 1887 году, при строительстве Самаро-Златоустовской железной дороги, возле деревни Костарёво и сельца Анненское Костарёво (ныне — Кустарёвка) Уфимской губернии, на участке Раевка — Уфа построен разъезд Дёма, перед Дёмским железнодорожным мостом, состоявший из трёх приёмосдаточных путей и шпалопропиточного завода.
В 1913 году разработан, и в 1914 году утверждён, проект железной дороги Оренбург — Стерлитамак — Дёма — Кунгур.
В 1936 году, после введения в эксплуатацию участка Дёма — Ишимбаево, разъезд стал узловой станцией, и посёлок при разъезде получил статус рабочего посёлка, и относился к Дёмскому поселковому совету Уфимского района.
В 1940-е годы площадь рабочего посёлка составляла около 17 тыс. м², а население — 5 тыс. человек, которые почти все проживали в частных домах. Имелось 700 домовладений и несколько двухэтажных зданий общей площадью 10,5 тыс. м².
В 1942 году в районе станции в Дёме сформирована 112-я Башкирская кавалерийская дивизия.
21 января 1943 года на заседании Исполкома Дёмского поселкового совета решили ходатайствовать перед Уфимским районным исполкомом в постановке вопроса перед Верховным Советом Башкирской АССР о причислении из рабочего посёлка станции Дёма в городской посёлок.
26 апреля 1943 года на заседании Исполкома Уфимского районного совета выслушано ходатайство поселкового совета и принято решение «просить Президиум Верховного Совета Башкирской АССР преобразовать рабочий посёлок Дёму в город с сохранением прежнего наименования — Дёма».
12 (17) ноября 1943 года Постановлением Башкирского обкома ВКП(б), рабочий посёлок преобразован в город областного подчинения Дёма, статус которого не был утверждён в Москве.
6 марта 1944 года Указом Президиума Верховного Совета РСФСР посёлку присвоен статус городского района в составе Уфы, Дёмский поселковый совет ликвидирован. После включения в черту Уфы, составил Дёмский район. В источниках не указывается судьба других населённых пунктов Дёмского поссовета. Известно, что по переписи 1939 года в поссовете, помимо рабочего посёлка Дёма численностью 6350 человек, были населённые пункты: Городецкий (28 человек), Железнодорожная будка 636 км, Железнодорожная будка 637 км, Левая Белая, Пикет № 20, Пикет № 25, Подлесный, Северный (721 человек), Совхоз № 4 (366 человек).

## Население
В 1917 году в 27 дворах проживало 125 человек, в 1920 году — 203 человека, в 1939 году — 6350 человек.

## Архитектура и достопримечательности
В Дёме расположены Дёмский парк культуры и отдыха, сквер 112-й Башкирской кавалерийской дивизии, сквер Дворца «Орион», Дёмский Дом культуры имени 1 Мая, Деповская площадь, паровозы-памятники ФД20-1672 и Эр 771-31.